# كريس ديفيس (فنان قتال مختلط)
كريس ديفيس (بالإنجليزية: Chris Davis)‏ هو فنان قتال مختلط أمريكي، ولد في 18 نوفمبر 1982.

## وصلات خارجية
- كريس ديفيس على موقع بيلاتور (الإنجليزية)
- كريس ديفيس على موقع شيردوغ (الإنجليزية)
- كريس ديفيس على موقع IMDb (الإنجليزية)